# 1,2-二溴-3-氯丙烷
1,2-二溴-3-氯丙烷（英語：1,2-Dibromo-3-chloropropane，簡稱：DBCP），是殺線蟲劑（Nemagon，又稱Fumazone）的活性成份。它是一種於以前美洲農業上使用的土壤燻蒸劑。在發現它對人類健康造成不良影響之後，此化合物於1979年被禁止及限制其使用。
但是，這種化學物質像污染物一樣持續於地下水中出現，並為社會留下不少問題。

## 用途
- 直至1977年，DBCP是一種土壤燻蒸劑及殺線蟲劑，在美國用於超過40種不同的農作物。由1977年至1979年，環境保護署擱置所有含有DBCP產品的註冊（用於美國夏威夷州的鳳梨除外）。1985年，環境保護署發佈停止所有DBCP的註冊，包括用於鳳梨。隨後，在現存的DBCP存貨亦被禁止使用。
- DBCP在有機化學合成中亦可作為一中間體。

## 源頭及暴露
- 人類可從攝食了受污染的食水及食物可導致暴露於DBCP。
- 在從前，釋放DBCP到自然環境的出現主要來自燻劑及殺線蟲劑用途；因為取消所有DBCP用途，自然環境暴露比預期為低，並随着時間下降。

## 持續例子
DBCP的可持續殘留於受污染土壤及地下水直至該應用停止。例如在農業區附近美國加利福尼亞州中央谷地特洛克，DBCP在1970年代應用於農作物。及後在1989年，DBCP持續被報告於地下水出現，為以前提供有幫助的效果，並於當時封閉數口鄰近水井。

## 有關訴訟
在生產DBCP的陶氏化工廠的工人們都因為暴露於DBCP中而導致不育。此等對男性生殖影響與動物實驗結果一致的，該實驗顯示DBCP可使兔子絕育。工人成功控告化工廠，以及此化學品大部分在美國國內的用途亦於1977年被禁。關於DBCP對男性工人的影響增加，陶氏停止生產及要求收回那些已運送給予它的用家的DBCP。
但是儘管陶氏向美國都樂食品公司（在拉丁美洲種植香蕉的過程使用化學物質）作出關於它的健康影響警告，都樂食品公司卻威脅若果陶氏停止DBCP運送，將對其提出訴訟。陶氏用船運送五十萬加侖的DBCP給都樂，大部分都從其他使用者中回收得來。隨後，那些將會不育或患有其他疾病的農園工人，提出因暴露在DBCP中而導致他們的疾病作為理由，向拉丁美洲法庭起訴陶氏和都樂。雖然法庭及工人同意判給他們超過$600,000,000損害賠償金，他們並不能夠向這些公司取回該賠償金。接著，這班工人於2007年11月5日在美國提出訴訟，洛杉磯陪審團決定判給他們$3,200,000。

## 外部連結
- Nemagon在尼加拉瓜用途--文章（页面存档备份，存于）
- ATSDR ToxFAQs
- 国际化学品安全卡